# Indravarman III
Indravarman III (tiếng Khmer: ឥន្ទ្រវរ្ម័នទី៣; also titled Srindravarman) là vua của Đế quốc Khmer từ 1295 tới 1308. Ông đã lấy người con gái đầu của Jayavarman VIII, Srindrabhupesvarachuda.:211 Ông ta lên ngôi vua sau khi cha vợ ông Jayavarman VIII từ bỏ ngai vàng.:133 Indravarman III là một người theo Phật giáo Nguyên thủy và khi lên nắm quyền đã làm cho đạo này trở thành quốc giáo.
Theo truyền thuyết, ông nổi tiếng vì một vũ khí đặc biệt, một cây gậy làm bằng gỗ quý. Năm 1296, Chu Đạt Quan theo lệnh Nguyên Thành Tông đã đi sứ sang Chân Lạp và ghi lại thành sách Chân Lạp phong thổ ký sau khi lưu trú hơn một năm tại kinh đô Angkor.